# Epaphroditidae
Epaphroditidae — невелика родина богомолів, представники якої поширені  в Карибському регіоні.
Поділяється на 2 підродини: Gonatistinae з родами Gonatista та Gonatistella й Epaphroditinae з родами Epaphrodita та Callimantis

## Таксономічна історія
До 2015 року група належала до родини Hymenopodidae як підродина Epaphroditinae. Надалі була виділена до окремої родини, куди віднесли богомолів з Карибського басейну, Африки та Мадагаскару. У період 2015-2019 років до родини відносили 9 видів богомолів, об'єднані в три роди:
- Brancsikia Saussure & Zehntner, 1895
  - Brancsikia aeroplana
  - Brancsikia freyi
  - Brancsikia simplex
- Danuriella Westwood, 1889
  - Danuriella irregularis
  - Danuriella madagascariensis
  - Danuriella marojejyensis
- Epaphrodita Serville, 1831
  - Epaphrodita lobivertex
  - Epaphrodita musarum
  - Epaphrodita undulata

Африканських та мадагаскарських богомолів з родів Brancsikia та Danuriella 2019 року перенесли до нової родини Majangidae.

## Різноманіття

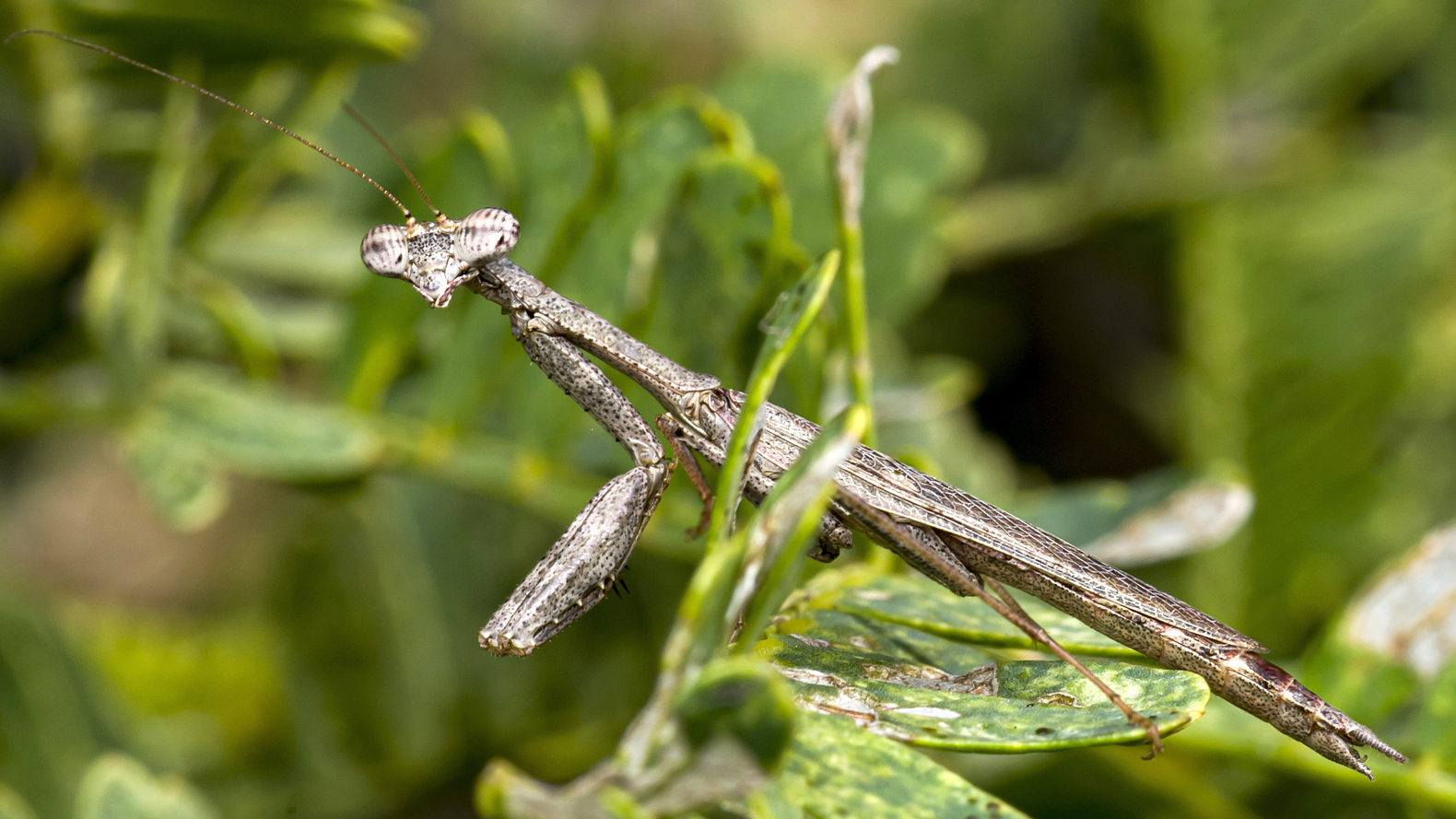
Callimantis antillarum, Домініканська Республіка